# دردار متوسع
دردار متوسع (الاسم العلمي: Ulmus expansa) هو نوع نباتي يتبع جنس الدردار من فصيلة الدردارية.